# Carla Parsi-Bastogi
Carla Parsi-Bastogi (n. 1904, Italia – d. 1986) a fost o scriitoare italiană de literatură științifico-fantastică.

## Biografie
A fost autoarea unor povestiri stiințifico-fantastice, scrise începând cu anii 1920 unele dintre ele fiind reeditate sau publicate în anii 1980 de revistele științifico-fantastice Galassia, Nova SF * și Oltre il cielo.
Povestirea Stratagemă temporală a fost, de asemenea, tradusă în limba română în 1973 și inclusă în antologia de science fiction Fantascienza. Povestiri italiene îngrijită de Gianfranco de Turris și Ion Hobana, antologie prezentată la cel de-al 9-lea Festival Internațional al Filmului Științifico-Fantastic de la Triest.

## Lucrări scrise
- La leggenda del mare, 1985
- Estrema umanità,

- Primo-Solvang, 1964 în Galassia nr. 41
- Gli specchi, 1965
- Il teatro di Etar, 1969
- Stratagemă temporală (Stratagemma temporale), 1969, în Oltre il Cielo
- La seconda semina, 1972
- Il cane marziano, 1974
- Vrl, 1976
- Il gatto, 1985

## Legături externe
- Carla Parsi-Bastogi pe Fantascienza.com
- Carla Parsi-Bastogi pe The Internet Speculative Fiction Database